# Xysma
Xysma era una banda finlandesa de rock clásico que se formó en 1988 en Naantali, una pequeña ciudad cerca de Turku. La banda se separó en 1998. En su primer album tocaban un sonido pesado del heavy metal, pero se fue suavizando con el tiempo. Abandonando los death growls para un estilo de canto melódico, con una estructura pop y estaban influenciados por Black Sabbath

## Etapa temprana
Al comienzo Xysma tocaba grindcore y death metal. Las bandas tocaban en legendario centro underground de Turku Panimo, y crearon una escena efímera pero intensa. Poco después, la influencia del death metal y el grindcore se propagó al área de Helsinki, con bandas como Abhorrence (que pronto evolucionaría en la clásica del death metal melódico Amorphis).
El 1.er demo de Xysma, Swarming of the Maggots, fue ampliamente compartido a través del intercambio de cintas y se volvió un clásico de culto (se remasterizó y publicó en el CD compilatorio de 2004 Xysma). Musicalmente, la banda se inspiró en las clásicos tempranos del género como Carcass y Napalm Death. Con los siguientes miniálbumes, Above the Mind of Morbidity y Fata Morgana, este último publicado en los Estados Unidos a través del infame sello Seraphic Decay, Xysma evolucionó hacia metal menos extremo.

## Primeros álbumes
Dado que Xysma era parte del nacimiento del death metal escandinavo, la banda tenía vínculos cercanos en la escena en Suecia, ocasionalmente viajando y tocando en Estocolmo, y visitando a sus colegas de Entombed y otras bandas. Xysma también grabó su 1.er álbum, Yeah (1990), en Suecia, en los Sunlight Studios del productor Tomas Skogsberg.
Yeah mezclaba death metal y estructuras a lo Black Sabbath de manera compleja. Su 2.º álbum, First & Magical (1992), reveló más cambios y más evolución musical, presentado algo parecido al death'n'roll.

## Álbumes finales
El 3.er álbum de Xysma, Deluxe (1993), ya no era un álbum de death metal, y no era necesariamente un álbum de metal. Las canciones tenían ritmos duros, al estilo de Helmet. Janitor dejó de hacer death growls, esto para un canto melódico y suave. El siguiente álbum, Lotto (1996), era un álbum de rock robusto con un estilo muy retro; una las canciones apareció más tarde en la película de Brian De Palma Snake Eyes (1998). La banda también publicó un EP llamado Singles, que contenía versiones de clásicos cantadas en un estilo schlager.
El 5.º y último álbum de Xysma, Girl on the Beach, era más o menos un álbum de pop rock, y la tensión entre los integrantes creció. Eventualmente, decidieron separarse, y aunque han tocado conciertos ocasionales, no se ha hablado de una reunión.

## Muerte de Toni Stranius y reunión momentánea de Xysma
El guitarrista Toni Stranius (6-9-1972 – 7-7-2006), integrante de Xysma y Disgrace, murió en 2006 después de un paro cardiaco, en Irlanda, donde él vivía. Un concierto conmemorativo en su honor se llevó a cabo el 15 de septiembre de 2006 en el Bar Päiväkoti, Turku. Todas las bandas de Stranius (incluyendo Disgrace, Xysma y la banda de rock finlandesa Kalsaripaita) tocaron para la ocasión, reuniendo Xysma solo durante esta efeméride especial.

## Integrantes

### Última alineación
- Janitor Mustasch (Janitor Muurinen) - voz
- Olivier Lawny (Olli Nurminen) - guitarra
- Thee Stranius (Toni Stranius) - guitarra
- Dr. Heavenly (Kalle Taivainen) - bajo
- Marvellous Sidney Safe (Teppo Pulli) - batería

### Exintegrantes
- Vesa Iitti - bajo (1988-1992)

## Discografía
- Swarming of the Maggots (Demo, 1989)
- Above the Mind of Morbidity (EP, 1990)
- Fata Morgana (EP, 1990)
- Yeah (Álbum, 1990)
- First and Magical (Álbum, 1993)
- Deluxe (Álbum, 1994)
- The Witch (Single, 1995)
- Lotto (Álbum, 1996)
- Singles (EP, 1997)
- Girl on the Beach (Álbum, 1998)
- Xysma (CD Compilatorio, 2004)
- Lotto / Girl on the Beach (CD Compilatorio, 2005)
- No Place like Alone (Álbum, 2023)